# Wilhelm Krupp
Wilhelm Krupp (* 11. Juli 1843 in Engers; † 24. September 1916 ebenda) war ein deutscher Kaufmann und Mitglied des Deutschen Reichstags.

## Leben
Krupp besuchte die Volksschule in Engers und die Höhere Bürgerschule in Koblenz. Er absolvierte das Examen zum einjährig-freiwilligen Dienst und machte eine Ausbildung im elterlichen Geschäft, welches er 1869 übernahm. Krupp nahm an den Kriegen 1866 und 1870/71 teil. Er war Bürgermeisterei-Beigeordneter und Mitglied des Kreis-Ausschusses Neuwied.
Von August 1901 bis 1903 war er Mitglied des Deutschen Reichstags für den Wahlkreis Koblenz 2 (Neuwied) und die Deutsche Zentrumspartei.